# Josef Redlich
Josef Redlich (18. června 1869 Hodonín – 11. listopadu 1936 Vídeň) byl rakousko-uherský, respektive předlitavský právník, právní historik a politik pocházející z asimilované židovské rodiny (sám následně přestoupil k protestantismu), v roce 1918 poslední ministr financí Předlitavska, ve 30. letech 20. století krátce ministr financí Rakouska.

## Biografie
V letech 1886–1890 vystudoval práva na Vídeňské univerzitě, dále studoval dějiny a právo na Lipské univerzitě a na Univerzitě v Tübingenu. Po dobu dvou let působil na praxi na místodržitelství v Brně a pak se věnoval právní vědě. Specializoval se na dějiny anglického parlamentarismu a získal si mezinárodní uznání jako právní historik. V roce 1907 byl jmenován profesorem státního práva a správních věd na Vídeňské univerzitě. V období let 1908–1918 pak vyučoval na Vysoké škole technické ve Vídni.
Byl aktivní i v politice. V letech 1906–1918 působil jako poslanec Moravského zemského sněmu. Ve volbách do Říšské rady roku 1907 se stal poslancem Říšské rady (celostátní parlament), kam byl zvolen za německý okrsek Morava 05. Usedl do poslanecké frakce Německý národní svaz (Deutscher Nationalverband). Opětovně byl zvolen za týž obvod i ve volbách do Říšské rady roku 1911 a ve vídeňském parlamentu setrval do zániku monarchie. Byl členem Pokrokové strany. Patřil mezi aktivní zákonodárce a byl opakovaně zmiňován mezi kandidáty na post ministra. Za první světové války se postupně stával zastáncem pacifismu a zmírňoval své původní postoje německého národovce.
Byl dokonce zmiňován jako možný předseda vlády v roce 1917 a probíhala s ním jednání, nicméně předsedou vlády se nestal a u moci zůstala vláda Ernsta Seidlera. Tomáš Garrigue Masaryk po válce Redlichovi přiznal, že po celou dobu války čekal na poselství od vídeňské vlády československému exilu, přičemž věci se mohly v takovém případě vyvíjet zcela jinak.
Vládní kariéru zažil až v posledních týdnech monarchie. Za vlády Heinricha Lammasche se stal posledním ministrem financí Předlitavska. Funkci zastával od 25. října 1918 do zániku monarchie 11. listopadu 1918.
Po vzniku Rakouské republiky se vrátil zpět k akademické práci. V letech 1926–1934 vyučoval na Harvardově univerzitě v USA státní a správní vědu. Roku 1929 byl zvolen za Rakousko soudcem Mezinárodního soudního dvora v Haagu. Krátce se vrátil i do vládní politiky. Ve vládě Karla Buresche byl od června do října 1931 rakouským ministrem financí a to v době, kdy vrcholila krize okolo banky Creditanstalt.
Z prvního manželství měl syna Hanse (1903–1968), který byl muzikologem působícím ve Velké Británii. Z druhého manželství měl dcery Eleanore a Rosemarie.
Jeho bratr Friedrich (1868–1921) byl v letech 1913 až 1918 starostou Hodonína. Sestra Irena, provdaná Hellmannová byla roku 1943 zavražděna v koncentračním táboře Osvětim.